# Lansival
Lansival est un hameau de la commune de Lierneux au sud de la province de Liège en Région wallonne (Belgique).
Avant la fusion des communes, Lansival faisait déjà partie de la commune de Lierneux.

## Situation
Cette petite localité ardennaise est située principalement sur la rive gauche du ruisseau de Groumont, affluent de la Lienne et se trouve à 2,5 kilomètres au nord-ouest du centre de Lierneux. Elle avoisine le petit village de Jevigné situé plus à l'ouest.

## Description
D'anciennes fermes et fermettes construites en pierres de schiste, aux encadrements de portes et fenêtres formés de briques rouges et aux toitures en pentes douces souvent recouvertes d'ardoises (appelées localement herbins) donnent à ce hameau rural des Ardennes liégeoises une belle harmonie architecturale.

## Activités
Lansival possède des chambres d'hôtes.